# Bagras
Bagras o Baghrās, la antigua Pagrae (en griego: Πάγραι; en armenio: Պաղրաս, Paġras) es una población y un castillo situados en el distrito turco de İskenderun, en el monte Amano.
La Geografía de Estrabón indica que el lugar se hallaba próximo a Gindaro y que era un «baluarte natural» que protegía las «Puertas Amánidas» (Amanides Pylae) que permitían atravesar el monte Amano.

## La historia del castillo
El emperador bizantino Nicéforo II mandó construir el castillo de Bagras (Pagrae) hacia el 965 y lo dotó de una guarnición de mil infantes y quinientos jinetes que puso a las órdenes de Miguel Bourtzes con el objetivo de que corriese la comarca de la cercana Antioquía. El castillo guardaba además las Puertas Sirias. Constaba de dos niveles en torno a un montículo, al estilo de las fortalezas armenias, y contaba con acueductos para abastecerlo de agua.

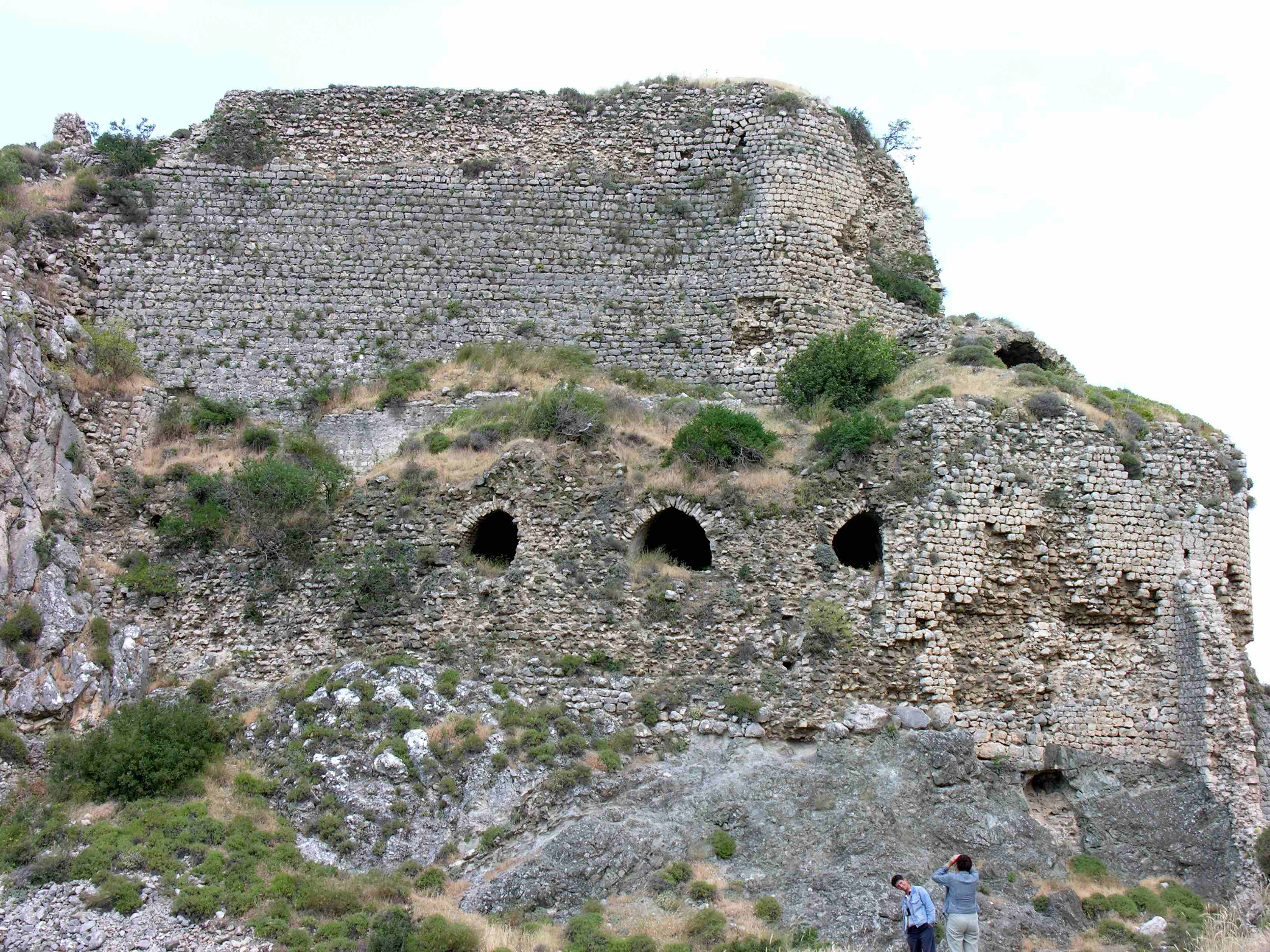
Vista detallada de las ruinas del lado occidental del castillo.

Los caballeros templarios lo reconstruyeron en torno al 1153 y le dieron el nombre de Gaston (también Gastun, Guascon o Gastim); lo conservaron, alternándose con el Principado de Antioquía, hasta que tuvo que capitular ante Saladino el 26 de agosto de 1189. Los armenios se apoderaron de él en el 1191, en tiempos de León II, pero siguió en disputa entre estos, los antioqueños y los templarios.
Volvió a poder de estos últimos en el 1216, tras largas negociaciones. Según las crónicas armenias, por entonces resistió el asedio al que lo sometieron las huestes de Alepo. La caída de Antioquía en poder de Baibars en 1268 desanimó a la guarnición de la plaza; uno de los freires huyó y entregó las llaves del castillo al soberano musulmán. Los defensores decidieron destruir que pudieron antes de rendir la fortaleza. La pérdida del castillo no impidió que Haitón II de Armenia y León IV de Armenia venciesen con contundencia a un contingente mameluco que pasó cerca de él durante una incursión de saqueo en 1305.
El primer estudio histórico y arqueológico detallado del lugar, que incluyó un plano del complejo defensivo al completo, lo hizo R. W. Edwards en 1979. La fortificación tiene más de treinta habitáculos que ocupan el risco sobre el que se asienta y se dividen en tres niveles. La mayoría de la obra exterior es de época franca y no de las anteriores bizantina y árabe. Se observan reparaciones de las torres y los muros de estilo armenio que debieron hacerse en los breves períodos que estos tuvieron la fortaleza. Sin embargo, Bagras nunca formó parte del complejo sistema defensivo armenio del Tauro y Anti-Tauro que protegió Cilicia del siglo XII al XIV.